# Adiós gringo
Adiós gringo (Brasil: Adeus Gringo / Portugal: Adeus Gringo)  é um filme italiano de 1965, do gênero faroeste, dirigido por Giorgio Stegani e estrelado por Giuliano Gemma.

## Sinopse
Brent Landers é um fazendeiro honesto que comemora a compra de uma pequena propriedade numa cidadezinha. Porém acaba se dando mal ao confiar num velho amigo mau caráter, Gil Clawson (Nello Pazzafini, usando o pseudônimo "Ted Carter"), que lhe vende uma manada roubada de um rico fazendeiro da região.
Sem saber de nada, Brent toca o gado para sua propriedade e, no caminho, cruza com o furioso verdadeiro proprietário dos animais. Este, acreditando que o mocinho é o ladrão de gado, tenta matá-lo com quatro tiros, sem sucesso; Brent então saca sua arma e atira em legítima defesa, matando o rival. Brent é acusado de roubo de gado e assassinato, e quase linchado pelo povo furioso, mas consegue fugir e promete voltar com o verdadeiro ladrão, o "amigo" Clawson, para provar sua inocência.
Seguindo os rastros do facínora, o herói acaba encontrando uma garota nua e amarrada no meio do deserto. Descobre que ela é Lucy Tillson (Evelyn Stewart), que foi levada como refém após o assalto de uma diligência, e ainda estuprada e torturada por três homens.
Um deles é o próprio Clawson, a quem Brent vem seguindo; já o terceiro dos agressores é Avery Ranchester (Massimo Righi, ou "Max Dean"), filho do poderoso manda-chuva da região, Clayton Ranchester (Pierre Cressoy, ou "Peter Cross").
Brent tenta convencer o xerife (Jesús Puente) e o médico (Roberto Camardiel, ou "Robert Camardiel") da cidade de que é um inocente injustamente acusado, mais difícil ainda será conseguir entregar à justiça os agressores de Lucy, já que o poderoso Ranchester encobre todos os atos criminosos do seu filho e tenta convencer o povo de que Brent é o verdadeiro culpado de tudo, inclusive do estupro da moça.

## Elenco
- Giuliano Gemma - Brent Landers
- Evelyn Stewart - Lucy Tillson
- Nello Pazzafini - Gil Clawson/Jack Dawson (como Ted Carter)
- Pierre Cressoy - Clayton Ranchester (como Peter Cross)
- Germano Longo - Stan Clevenger (como Grant Laramy)
- Massimo Righi - Avery Ranchester
- Roberto Camardiel - Dr. Barfield
- Francisco Brana - cowboy de Ranchester (como Frank Braña)
- Osiride Peverello - cowboy de Ranchester
- Jesús Puente - Xerife Tex Slaughter
- Monique Saint Claire - Maude Clevenger
- Gino Marturano - Mike Murphy (como Jean Martin)
- Claude Servyll (como Clyde Geryll)
- Sterling Rengell
- François Pascal (como Frank Pascal)
- Ramón Pérez
- Giacomo Billi (como Mimo Billi)
- Antonio Escorihuela (como Antonio Iranzi)